# Katolički karizmatski pokret
Katolički karizmatski pokret pokret je unutar Katoličke Crkve koji je dio šireg karizmatskog pokreta u kršćanstvu.
Pokret je nastao u SAD-u 1966. godine na katoličkom sveučilištu Duquesne u Pittsburghu. Dvojica profesora posjetila su pentekostalni susret koji su opisali kao „izljev Duha Svetoga”. Događaj su preporučili drugim profesorima i studentima na sveučilištu. To se iskustvo zatim nastavilo širiti na raznim mjestima engleskog govornog područja.
Pokret dolazi u Europu 1972. godine. U Italiji je prvu karizmatsku zajednicu osnovao kanadski misionar Valerien Gaudet. Godine 1975. u Rimu je održan međunarodni kongres Katoličke karizmatske obnove. Kasnije je osnovan je ured „International Chatolic Charismatic Renewal Servises” zbog lakšeg povezivanja katoličkih karizmatskih zajednica u Crkvi.
Biskupska konferencija SAD-a objavila je 1969. godine dokument u kojemu su istaknuli pozitivne stvari, ali i određene opasnosti unutar samog pokreta. U Njemačkoj je na razini biskupske konferencije osnovan koordinacijski tim koji upravlja pokretom u Njemačkoj.

## Hrvatska
U Hrvatskoj je karizmatski pokret započeo susretima i seminarima stranih karizmatika.
U Hrvatskoj je 2004. osnovana udruga „Obnova u Duhu Svetomu” kako bi se lakše koordiniralo karizmatskim zajednicama i skupine te općenito usmjeravati karizmatski pokret u Hrvatskoj.
Od hrvatskih predstavnika ovoga tipa poznati su: fra Zvjezdan Linić, fra Ivo Pavić, fra Dragan Smiljan Kožul, Dražen Radigović i ostali.

### Članci
- Vranješ, Nikolina; Seletković, Ivan. 2019. Karizmatski pokret: Identitet, izvorišta i pretpostavke djelovanja. Riječki teološki časopis. Riječki teološki časopis. Rijeka. 53 (1): 59–71